# Egisto Tango
Egisto Emilio Tango (født 13. november 1873 i Rom, død 5. oktober 1951 på Frederiksberg) var en italiensk dirigent.
Tango, der var elev af konservatoriet i Napoli, begyndte allerede 1896 en dirigentvirksomhed, dels sæsonvis som gæstedirigent i en række italienske byer, dels for flere år ad gangen i Berlin, Budapest og Wien (Volksoper). Tango, der var en fortrinlig operaleder og -instruktør, optrådte siden sæsonen 1927—28 i København, hvor han dels dirigerede italienske selskabers optræden på Det Ny Teater og Det Kongelige Teater, dels sidstnævnte sted Verdis Don Carlos ved teatrets egne sangere (1930). Han blev senere kongelig kapelmester til sin død. Han er begravet på Garnisons Kirkegård.